# Jean-Paul Le Chanois
Jean-Paul Le Chanois (Parigi, 25 ottobre 1909 – Passy, 8 luglio 1985) è stato un regista e sceneggiatore francese.

## Biografia
Vinse l'Orso d'oro al Festival internazionale del cinema di Berlino nel 1951 con ...e mi lasciò senza indirizzo (Sans laisser d'adresse).

## Filmografia parziale

### Regista
- La vita è nostra (La vie est à nous), co-regia collettiva (1936)
- L'École buissonnière (1949)
- Anime incatenate (La belle que voilà) (1950)
- ...e mi lasciò senza indirizzo (Sans laisser d'adresse) (1951)
- Papà, mammà, la cameriera ed io... (Papa, maman, la bonne et moi) (1954)
- Papà, mammà, mia moglie ed io (Papa, maman, ma femme et moi) (1955)
- Vacanze d'amore (Le Village magique) (1955)
- Gli evasi (Les évadés) (1955)
- Le Cas du docteur Laurent (1957)
- I miserabili (Les misérables) (1958)
- Intrigo a Parigi (Monsieur) (1964)
- Un ombrello pieno di soldi (Le Jardinier d'Argenteuil) (1966)

### Sceneggiatore
- Picpus, regia di Richard Pottier (1943)
- Cécile est morte, regia di Maurice Tourneur (1944)

### Attore
- L'affare è fatto (L'affaire est dans le sac), regia di Pierre Prévert (1932)